# 似直颈螳属
似直颈螳属（学名：Orthoderina）为螳科的一个属。

## 下属物种
本属包括以下物种：
- 斐氏似直颈螳 Orthoderina fergusoniana Werner, 1933
- 秆色似直颈螳 Orthoderina straminea Sjostedt, 1918